# Bunny (film 1998)
Bunny è un cortometraggio del 1998, prodotto dalla Blue Sky Studios.  Originariamente è stato pubblicato come bonus nel DVD dell'edizione speciale de L'era glaciale.  Il corto, evidentemente ispirato alle classiche illustrazioni di Lansing Campbell per il ciclo di Uncle Wiggily, ha la colonna sonora di Tom Waits.  Ha vinto l'Oscar come miglior cortometraggio di animazione nel 1998 e un Golden Nica al Prix Ars Electronica.

## Trama
Bunny, un'anziana coniglietta, vive sola in una piccola capanna nella foresta.  Sta preparando una torta, continuamente infastidita da una grossa falena che continua a svolazzare per la cucina.  Nonostante tutti i suoi tentativi, Bunny non riesce a liberarsi dell'intrusa e reagisce con particolare fastidio quando la falena si posa su una vecchia fotografia che la ritrae nel giorno del matrimonio insieme con il suo defunto marito.  A un certo punto, improvvisamente, Bunny riesce a intrappolare la falena nella ciotola dell'impasto per la torta, che poi versa rapidamente in uno stampo e inforna.
Impostato il timer, Bunny si assopisce su una sedia, ma viene svegliata da rumori e sobbalzi che, insieme con una luce azzurrina, provengono dal forno.  Arrampicandosi all'interno, si trova faccia a faccia con la falena; inizia a seguirla verso la luce, dove si trova circondata da altre falene mentre le spuntano due grandi ali dal dorso.  Il filmato si chiude con un primo piano della foto del matrimonio, dove si muovono le ombre e i riflessi di due falene.

## Curiosità
Durante la sua presentazione dell'uscita in DVD e VHS del film L'era glaciale, Chris Wedge ha dato la sua interpretazione del corto: Bunny muore nel sonno e il forno è il varco che la porta nell'aldilà, dove finalmente si riunisce con il marito.

## Premi

### Vinto
- 1999: Oscar al miglior cortometraggio d'animazione